# 永見七郎
永見 七郎（ながみ しちろう、1901年 - 1993年5月）は、日本の詩人・児童文学作家。
大阪生まれ。兄は農学者・永見健一。1916年宮川経輝により洗礼を受ける。1918年武者小路実篤の新しき村に参加し、村外会員。早稲田大学文学部独文科中退。千家元麿の勧めで詩を書く。

## 著書
- 『世界を股にかけて 井上雅二氏の前半生』日本植民通信社 1932
- 『ホヰットマン讃美』建設社 1940
- 『興亜一路井上雅二』刀江書院 1942
- 『栗田定之丞 百樹翁』泰光堂 1943
- 『銃後に子供あり』新泉社 1943
- 『ミンナノコウエン』齋藤清畫 泰光堂 1943
- 『戦ふ緑地 公園の小国民達』泰光堂 1944
- 『靴モノガタリ』氏原忠夫画 二葉書店 1946
- 『燈台のコドモ 絵物語』古家白羊絵 泰光堂 1947
- 『野球と名選手』高木清絵 大蔵出版 少年少女よみもの全集 1955
- 『野球物語 熱球八十年』霜野二一彦絵 東光出版社 1958
- 『遠い星 詩集』新しき村東京支部 1978

編纂
- 『武者小路実篤詩集』編 弥生書房 世界の詩 1966

- 再話「ふたりの女王」菊池寛の『珠を争う』より、光文社雑誌少女昭和29年11月号付録
- 再話「父かえる日まで」菊池寛の『輝ける道』より、光文社雑誌少女昭和30年新年号付録

## 注
1. ↑  『戦ふ緑地』に兄が序文を書いている。
2. ↑  『遠い星』附載略歴
3. ↑  『新しき村』1993年12月追悼号